# Gabriela Cabezón Cámara

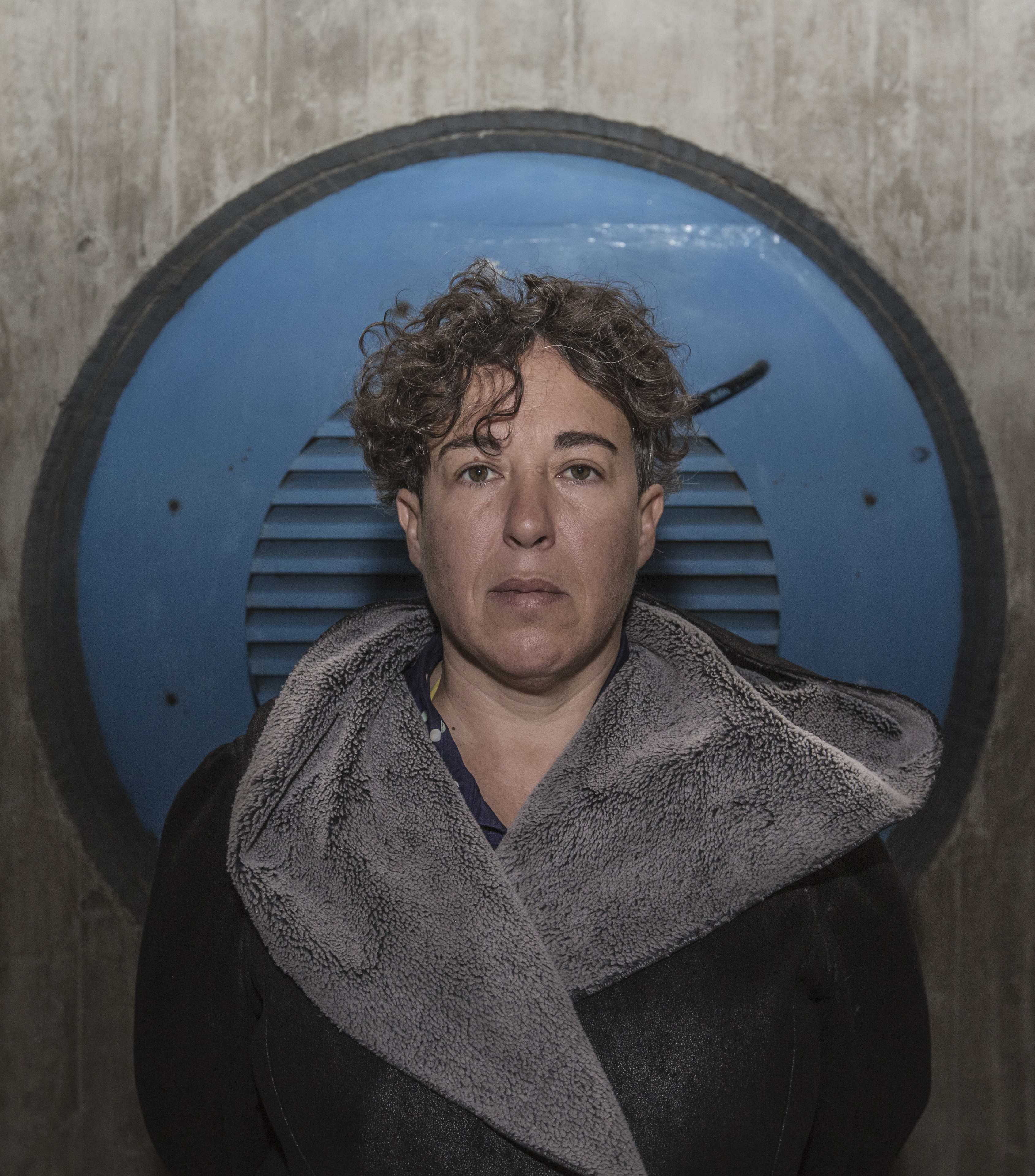
Gabriela Cabezón Cámara (2016)

Gabriela Cabezón Cámara (* 4. November 1968 in San Isidro (Buenos Aires)) ist eine argentinische Schriftstellerin, Journalistin und feministische Aktivistin.

## Leben und Werk
Cabezón Cámara studierte an der Universität von Buenos Aires Literatur, arbeitete als Redakteurin im Kulturteil der argentinischen Zeitung Clarín und begann ihre schriftstellerische Karriere mit Kurzgeschichten. Ihr erster Roman war La Virgen Cabeza, es folgten Le viste la Cara a Dios und Las aventuras de la  China Iron. Ihre Novelle Romance de la negra rubia wurde auch als Graphic Novel mit Zeichnungen von Iñaki Echeverría unter dem Titel Beya (Biutiful) veröffentlicht und 2013 mit dem Premio Alfredo Palacios prämiert. Beya wurde vom Buenos Aires Council und dem Congreso der Provinz Buenos Aires als wichtiger Beitrag gegen das Trafficking sowie für seinen sozio-kulturellen Wert anerkannt.
Cabezón Cámaras Werke behandeln Themen wie die Villa Miserias von Buenos Aires, die Mafia und ihre Verstrickung mit der Polizei. Las aventuras de la China Iron wurde in der englischen Übersetzung 2020 für den Booker Prize nominiert. Der Roman handelt von der Befreiung einer jungen Frau, die im 19. Jahrhundert in der argentinischen Pampa lebte, in einer von Männern beherrschten Welt. Die Heldin China Iron entdeckte die Liebe zu einer anderen Frau und entschied sich schließlich für ein Leben mit einem die Natur achtenden, indigenen Stamm. Dieser Roman wurde als eine neue Version des argentinischen Nationalepos El Gaucho Martín Fierro von José Hernández angesehen, jetzt jedoch aus der Blickweise einer von Gewalt umgebenen Frau, die sehr wohl die Zerstörung der Umwelt durch die Menschen und die Großgrundbesitzer sieht. Las aventuras de la China Iron wird deshalb auch mit dem Ökofeminismus in Zusammenhang gebracht, der den weiblichen Körper der Erde gleichsetzt. Nicolás Campisi bewertete 2022 ihr Buch folgendermaßen: „Cabezón Cámara hat einen frei fließenden und vitalistischen Schreibstil entwickelt, der sich für die Verflechtung des weiblichen Körpers mit dem Land öffnet und den ökofeministischen Slogan „unsere Körper, unser Land“ aufgreift.“ Cabezón Cámara sieht, wie sie in einem Interview zu ihrem Buch betonte, den Sinn im Schreiben von Fiktion besonders auch darin, sich Lösungen auszudenken, denn „Without the survival of forests, of animals, of insects, of rivers, there is no life worth living and probably no life, full stop.“ (Ohne das Überleben der Wälder, der Tiere, der Insekten, der Flüsse gibt es kein lebenswertes Leben und wahrscheinlich gar kein Leben, überhaupt nicht). Dieser Roman wurde neben dem Englischen auch ins Griechische, Französische und ins Portugiesische übersetzt.
2013 war Cabezón Cámara Writer-in-Residence an der University of California Berkley.
Mit anderen Frauen gründete sie 2015 die feministische Bewegung Ni una menos („Nicht eine weniger“), die häusliche Gewalt gegen Frauen und Femizide anprangert. Sie ist Feministin und LGBT-Aktivistin.
2019 war sie Teil des Literarischen Colloqiums Berlin.
2024 erhielt sie für Las niñas del naranjel sowohl den Premio Ciudad de Barcelona als auch den Premio Sor Juana Inés de la Cruz.

## Veröffentlichungen (Auswahl)
- 2009: La Virgen Cabeza (Slum Virgin). Roman
- 2011: Le viste la Cara a Dios (Beautiful, You`ve seen God`s face). Novelle
- 2014: Romance de la Negra rubia (Romance of the Black Blonde). Roman
- 2017: Las aventuras de la China Iron (The Adventures of China Iron). Roman
- 2024: Las niñas del naranjel (The Girls From the Orange Grove). Roman